# Nhà nước tự do Ireland
Nhà nước Tự do Ireland (tiếng Anh: Irish Free State, Saorstát Éireann) là một quốc gia được thành lập năm 1922 theo hiệp ước Anh-Ireland tháng 12 năm 1921. Hiệp ước đó đã chấm dứt Chiến tranh giành độc lập Ireland kéo dài ba năm giữa các lực lượng tự xưng ireland, Quân đội Cộng hòa Ireland (IRA); và lực lượng Vương quốc Anh.

## Lịch sử

### Thành lập

Bản đồ Nhà nước tự do Ireland

Nhà nước Tự do được thành lập như một sự thống trị Khối thịnh vượng chung Anh. Nó bao gồm 26 trong số 32 huyện của Ireland. Bắc Ireland, bao gồm sáu huyện còn lại, đã thực thi quyền của mình theo Hiệp ước để từ chối nhà nước mới. Chính phủ Nhà nước Tự do bao gồm Toàn quyền, đại diện của Nhà vua và Hội đồng Điều hành (nội các), thay thế cả Chính phủ Dáil cách mạng và Chính phủ lâm thời được thành lập theo Hiệp ước. William Thomas Cosgrave, người đã lãnh đạo cả hai chính phủ này kể từ tháng 8 năm 1922, đã trở thành người đầu tiên làm Chủ tịch Hội đồng điều hành. Các thành viên của Khối thịnh vượng được yêu cầu tuyên thệ về Hiến pháp của Nhà nước tự do và tuyên bố trung thành với quốc vương. Lời thề là một vấn đề quan trọng đối với những người phản đối Hiệp ước, những người từ chối thực hiện lời thề và do đó không chiếm ghế của họ. Các thành viên của Hiệp ước ủng hộ, người thành lập Cumann na nGaedheal vào năm 1923, chiếm đa số hiệu quả ở Dáil từ năm 1922 đến 1927, và sau đó cai trị như một chính phủ thiểu số cho đến năm 1932.

### Giải thể
Năm 1937, Éamon de Valera đã thay thế Hiến pháp năm 1922 của Michael Collins bằng phiên bản của chính ông, đổi tên thành Nhà nước tự do Ailen thành Éire (Ireland) và thành lập Ireland thay cho Toàn quyền Nhà nước tự do Ireland. Hiến pháp của ông phản ánh quan điểm tôn giáo và nhà nước là phổ biến trong những năm 1930, khẳng định chủ quyền đối với Ireland nói chung, và cũng công nhận sự hiện diện của Anh ở phía đông Bắc (xem Điều 2 và 3 của Hiến pháp Ireland). Nó cũng quy định tình trạng đặc biệt của Giáo hội Công giáo Roma, đồng thời công nhận sự tồn tại và quyền của các tôn giáo khác, đặc biệt là Giáo hội và Giáo hội Do Thái giáo Ireland thiểu số. Điều khoản này đã được viết lại khi Điều 2 và 3 được sửa đổi vào năm 1972
Năm 1948, chính phủ Devalera lần đầu tiên từ chức và sáng kiến còn lại được giao cho người kế nhiệm của chính phủ Devalera, John A. Costello, người ủng hộ hiệp ước, Đảng Liên hiệp Ailen. Để chính thức thay đổi đất nước thành Cộng hòa Ireland. Một nhóm nhỏ người Ireland, thường được liên kết với các đảng như Sinn Fein và Cộng hòa Sinn Fein, phủ nhận rằng Quận 26 có quyền sử dụng tên của Cộng hòa. Họ gọi quốc gia 26 quận này là "quốc gia tự do", công dân của họ là "người dân tự do" và chính phủ của họ là "quốc gia tự do" hay chính quyền Dublin. Mặc dù Sinn Fein có ghế trong cả hai viện của Quốc hội Cộng hòa Ireland, Tòa nhà Quốc hội Vương quốc Anh và Quốc hội Bắc Ireland, nhưng có vẻ như số người từ chối chấp nhận Nhà nước Ireland.